# アンテ・ゴトヴィナ
アンテ・ゴトヴィナ（クロアチア語:Ante Gotovina、 1955年10月12日 - 、当時ユーゴスラビア領で、現在はクロアチア領のパシュマン島 (Pašman) 出身）はクロアチアの元陸軍軍人、最終階級は陸軍中将 （general pukovnik） 。クロアチア紛争後期における嵐作戦を指揮し、その際の戦争犯罪の嫌疑で、2001年に旧ユーゴスラビア国際戦犯法廷（ICTY）により起訴され、2005年に逮捕されたが、2012年に無罪判決を受け、釈放。

## 初期
ゴトヴィナはパスマン島の猟師の家庭に生まれた。その後、ザダル近くのパコシュタネ（Pakoštane）に移る。16歳で軍に入り、18歳になる前の1973年にはイヴァン・グラヴォヴァツ（Ivan Grabovac）という名前でフランス外人部隊に参加、ポーで訓練を受けた後に第2外人落下傘連隊に配属される。ゴドヴィナはここでアルジェリア戦争への従軍で知られている Philippe Erulin の兄弟である Dominique Erulin と出会っている。ジブチ、ザイールのコルウェジ、コートジボワール等で Dominique Erulin の運転手を5年勤めた後に部隊を去り、1979年にはフランスの市民権を得ている。
ゴトヴィナは1980年代には KO International Company といったフランスのセキュリティ会社で働いた。KO International Company は当時の国民戦線のリーダーであったジャン＝マリー・ル・ペンの警護も行った。
フランス当局の記録によると、1981年にゴトヴィナは強盗・誘拐に関わり逮捕状を発行されている。その結果2年の間服役したとの情報もあったが、彼の弁護士はそういった事実はないとを否定した。ゴトヴィナはフランスから南アメリカに移り、アルゼンチンやグアテマラで右翼系の準軍事組織への軍事訓練に携わった。また、この時期にコロンビアで最初の妻 Ximena と出会っている。
その後ゴトヴィナはフランス旅行中に逮捕され、1986年には5年の刑を宣告された。しかし翌年には釈放されており、ゴトヴィナには特定の筋からの保護があるのではないかと言われている。しかしながら、彼の弁護士は旧ユーゴスラビア国際戦犯法廷（ICTY）に対して、ゴトヴィナはミッテラン大統領に忠実な警察組織に嵌められた、またこのグループは2005年に職権乱用で有罪判決を受けているとする書面を提出した。

## クロアチアへの帰還
ゴトヴィナは1991年6月にクロアチアに戻り、Croatian National Guard (ZNG)を組織した。従軍経験を生かしたゴトヴィナは優秀な司令官となった。彼はスラヴォニアやノヴァ・グラディシュカで戦い、すぐに頭角を現してゆく。1992年にクロアチア軍が組織された際には大佐（Colonel）よりも上の准将（brigadir。現在はNATOの基準に合わせ、廃止されている）に昇進した。ゴドヴィナはヤンコ・ボベトコ（Janko Bobetko）やアント・ロソ（Anto Roso）と共にダルマチア地方を奪還し、1994年には少将の地位まで昇進した。
スプリトの general-pukovnik 及び commanding officer としてゴトヴィナは、セルビア人のラトコ・ムラディッチ率いる部隊からリヴノやトミスラヴグラード（Tomislavgrad）を守る作戦など、いくつかの重要な軍事作戦を指揮した。また、クロアチア紛争の嵐作戦を指揮しクライナ・セルビア人共和国の首都とされていたクニンを包囲し、3日で占領した（この時に少なくとも150人が殺害されたと見られている）。ゴトヴィナはすぐにミストラル作戦においてクロアチア軍とクロアチア防衛評議会（Hrvatsko Vijeće Obrane, HVO）からなる共同軍の指揮官に任命された。このため、クロアチアではゴドヴィナを英雄と見る向きも多い。
翌年、Army Inspectorate のチーフとなるが、クロアチアの新聞 Nacional に軍事クーデターを起こそうとしていると報道され、2002年に解任されている。新聞社のリポーター、イヴォ・プカニッチ（Ivo Pukanić）は、Army Inspectorate の関係者たちはIRA暫定派やETAといったテロリストグループに武器を供給していると告発したが、証明はされていない。

## 戦争犯罪容疑
2001年7月、ICTYはクロアチア政府に対して、ゴトヴィナとラヒム・アデミを逮捕するようにとの起訴状を発行した。起訴状によると、ゴトヴィナにはクロアチアのセルビア人への犯罪行為に対して、指揮官としての責任と個人としての責任の両方があるとされている。彼の部隊が人道に対する罪や戦時国際法における交戦法規違反行為を犯したともされている。嵐作戦の間、200,000から250,000人のセルビア人が追放され、少なくとも150人が殺害されたと見られている。ゴトヴィナの部隊は発砲、放火、刺殺、セルビア人達が二度と戻ることが出来ないように彼らの住居の多くを破壊した容疑が科されている。
この起訴状はすぐに論争を呼ぶものとなった。政府がICTYへの協力を決定したため、ゴトヴィナ支持の人々は強く抗議し、テニス選手のゴラン・イワニセビッチといった著名人も二人の引渡しに反対するキャンペーンに参加した。その後ラヒム・アデミは任意投降したがゴトヴィナは拒否、逃亡生活を余儀なくされる。
4年の間、ゴトヴィナはアメリカやEUから自首するようにとの圧力を掛けられていたが逃亡生活を送った。2005年9月、BBCはゴトヴィナがクロアチアかボスニア沿岸のフランシスコ会修道院に潜伏していると報道した。当時、ゴトヴィナはクロアチア政府の一部や軍、更にはカトリック教会からも援助を受けていると考えられていた。同じ月、ICTYのカルラ・デル・ポンテは、ゴトヴィナを保護しているとしてバチカンを公に非難したが、バチカン側はこれを否定した。
クロアチア以外の国々もゴトヴィナを追跡し、国際刑事警察機構から令状も出された。アメリカ政府はゴトヴィナ逮捕に5百万ドルの懸賞をかけた。
イギリスやオランダ等は、ゴトヴィナ逮捕がクロアチアのEU加盟交渉開始の条件の一つであるとした。クロアチア政府はこれに対し、政府側もゴトヴィナの居場所をつかんでおらず、すでに海外に逃亡したのではないか、また逮捕には最大限の努力を払っていると語った。EU加盟交渉は2005年3月17日に始まる予定であったが、前述の理由で延期された。トルコとの加盟交渉の停止に伴い、結局10月に再び交渉が始まった。ICTYは同時期、クロアチア政府はICTYに全面的に協力していると公表したが、詳細は語られなかった。

## 大衆の反応
クロアチア国内では、ゴトヴィナに対する評価は二分している。多くの国民は英雄と見ており、戦争時に犯罪行為はなかったとしている。しかし、国としての繁栄は一人の男を守る事よりもEUに参加できるかにかかっているとか、同じくICTYに起訴されていたアデミは自首投降したのに、なぜゴトヴィナはしないのかとの声もあった。
ゴトヴィナは徐々にクロアチア文化の中で偶像視されるようになっていった。右派の思想で知られているクロアチアの著名なミュージシャン、マルコ・ペルコヴィッチ・トンプソン（Marko Perković）や ミロスラヴ・シュコロ（Miroslav Škoro）はゴトヴィナへの賞賛を暗示させるような歌を作り、両方とも国内で大ヒットした。また、2001年にクロアチアの著述家ネラド・イヴァンコヴィッチ（Nenad Ivanković）は『Ratnik - pustolov i general (jedna biografija) (Warrior - adventurer and general (a biography))』という題名のゴトヴィナの伝記を執筆した。映画監督のデヤン・ショラク（Dejan Šorak）はICTYとゴトヴィナをテーマにしたブラックコメディ『Dva igrača s klupe』を制作した。
ゴトヴィナはスペイン領で逮捕されたが、それに伴い抗議行動が起こった。2005年12月11日には退役軍人達により集会が組織され、40,000（ロイターによる）から 70,000（クロアチアのメディアによる）の人々が集まった。スプリトでも逮捕に反対する集会が行われ、退任した司令官達も参加した。

## 逮捕と裁判
2005年12月7日、ゴトヴィナはスペイン・カナリア諸島テネリフェのプラヤ・デ・ラス・アメリカスでスペイン警察により逮捕された。ゴトヴィナは Kristijan Horvatという偽名のパスポートを使用していた。パスポートにはアルゼンチン、チリ、ロシア、中国、チェコ、タヒチといった国々のスタンプが押されていた。また、12,000ユーロの現金が部屋で発見された。ゴトヴィナはすぐにマドリッドに送還され、ハーグのICTYへの送還まで留まることになった。スペイン警察はその後、クロアチアの諜報機関の助けを得て、ゴトヴィナを逮捕前の数日間追跡していたことを明らかにした。
2005年12月10日、ゴトヴィナはハーグに送還され、12日にICTYに現れた。彼は起訴状にある7つの容疑すべてに関して無罪を主張した。
ゴトヴィナの弁護士によると、ゴトヴィナは自身のことを、訴因に書かれているような人間ではないと語った。クロアチアのメディアは、クロアチア政府はゴトヴィナの弁護費用を援助しないが、個人資産の凍結は行わないと報道した。
2006年の終わり、ゴトヴィナの件は同じく嵐作戦に携わったイヴァン・チェルマク（Ivan Čermak）とムラデン・マルカチュ（Mladen Markač）と共に扱われることになった。公判は2007年5月開始予定であった。その後、弁護士間での不一致のため、無期限に延期されていたが、2008年3月に公判は開始された。2011年、初級審により懲役24年の判決を受けるが、翌2012年に控訴審により無罪とされ、釈放された。

## 私生活
ゴトヴィナの最初の結婚はコロンビア人ジャーナリストの Ximena とであった。その後1994年にクロアチア人リポーターの Vesna Karuza との間に娘をもうけるが、結婚はしていない。二度目の結婚はクロアチア軍大佐の Dunja Zloić とであり、1997年に息子が生まれている。

## 参照
1. 1 2  Hague war court acquits Croat Generals Gotovina and Markac - BBC News（2012年11月17日） 2015年9月6日閲覧
2. 1 2 3  http://www.rfi.fr/actufr/articles/072/article_40330.asp （フランス語）
3. ↑  https://www.nytimes.com/2005/12/12/international/europe/12croat.html?_r=1&oref=slogin
4. ↑  http://www.un.org/icty/indictment/english/got-ii010608e.htm
5. ↑  https://www.telegraph.co.uk/news/main.jhtml?xml=/news/2005/09/20/wponte20.xml
6. ↑   http://news.bbc.co.uk/2/hi/europe/country_profiles/1097128.stm
7. ↑  http://news.scotsman.com/ViewArticle.aspx?articleid=2686001
8. ↑  http://www.un.org/icty/gotovina90/appeal/decision-e/061025.htm
9. ↑  http://iwpr.net/?p=tri&s=f&o=334888&apc_state=henptri
10. ↑  http://www.javno.com/en/croatia/clanak.php?id=131027 クロアチアの将軍の裁判始まる(Javno)